# Ebbe Christoffersen Ulfeldt
 Der er flere personer med dette navn, se Ebbe Ulfeldt.
Ebbe Ulfeldt (23. december 1616 på Råbelev – 30. januar 1682 i Stockholm) var en dansk lensmand og generalmajor samt svensk rigsråd, og var søn af den ansete danske rigsråd Christoffer Ulfeldt.

## Biografi
Han var søn af Christoffer Ulfeldt og Maren Urup, blev født 23. december 1616 på faderens gård Råbelev i Skåne, kom i Herlufsholm skole og 1629 til Sorø Akademi. 1632 rejste han til Holland, Frankrig og England, kom en kort tid hjem, men tjente derpå i den kejserlige hær, først som kornet, siden som ritmester, gik så i spansk tjeneste, hvor han blev major i rytteriet; over Italien vendte han endelig tilbage til Danmark, hvor han var hofjunker 1638-42. 
I 1641 blev Ulfeldt forlovet med Christian IV's datter Hedevig. Året efter ægtede han hende og blev lensmand i Christiansstad Len. Da Krigen med Sverige 1643 brød ud, blev han øverstkommanderende generalmajor i Skåne, men udrettede ikke noget af betydning mod svenskerne. I 1644 blev han lensmand på Øsel, og da denne ø i 1645 ved freden blev afstået til Sverige, fik han Bornholm i stedet. Efter 1648 blev stillingen uholdbar for Ulfeldt ligesom for de andre svigersønner. Han havde ved sin ødselhed og sit uordentlige liv styrtet sig i stor gæld og ved sin brutalitet som lensmand gjort sig almindelig forhadt. Der klagedes over ham, og i 1650 sendtes der en kommission til Bornholm for at undersøge hans styrelse; da den bragte ret graverende ting frem om hans administration, og han desuden var kommen til at stå i stor restance med sin afgift, blev lenet opsagt ham. Hans pekuniære vanskeligheder blev nu endnu større, og da hans svogre Corfits Ulfeldt og Hannibal Sehested i 1651 havde forladt Danmark, besluttede han også at vende sit fædreland ryggen. I januar 1652 drog han til Sverige, hvor han blev udnævnt til generalmajor. Hans økonomiske forhold vedblev dog stadig at være slette, og hans hustru, med hvem han længe havde levet i et dårligt forhold, flygtede fra ham i 1655. Da krigen mod Danmark brød ud 1657, blev han nok stående i svensk krigstjeneste, men ville dog ikke tjene mod sit fædreland. Ved Freden i Roskilde skaffede Karl Gustaf ham amnesti og ret til at gøre sine formentlige pengekrav på den danske stat gældende, men denne nægtede efter at have undersøgt hans fordringer at skylde ham noget. Da krigen igen brød ud i august 1658, opholdt Ulfeldt sig i København, han blev fængslet og siden ført til Nakskov, hvor han blev befriet af svenskerne ved fæstningens overgivelse i juli 1659. Skønt Freden i København stadfæstede Roskilde-fredens bestemmelser om ham, sluttede han sig dog nu helt til Sverige. I 1661 blev han svensk generalløjtnant, i 1664 introduceredes han på Riddarhuset som skånsk godsejer og blev rigsråd, i 1675 rigsjægermester. I den skånske krig deltog han på svensk side, forfulgte i 1677 snaphanerne og var en tid medlem af en domstol til at dømme dem og blev efter krigens afslutning i 1679 lagmand i Östergötland.
Han ejede de skånske gårde Ovesholm slot, Haneskov, Ferslevsholm, Aritslev og Råbelev, og hans hustru arvede efter sin moder Tåsinge og en del strøgods, i alt 1890 tdr. hartkorn.
Han er begravet i Trefoldighedskirken i Kristiansstad.
Der findes et portrætmaleri fra 1639 af P. Ramstorp på Gripsholm Slot, tidligere antaget for Corfitz Ulfeldt, forestiller antagelig Ebbe Ulfeldt. Maleri på Ovesholm. Maleri af Karel van Mander III med et af Terkel Klevenfeldt påmalet navn (Böhmen). Stik af Jonas Haas 1753 efter tegning af Andreas Thornborg og af G.C. Eimmart efter David von Klöcker Ehrenstrahl.